# Tlalpujahua (kommun i Mexiko)
Tlalpujahua är en kommun i Mexiko.   Den ligger i delstaten Michoacán de Ocampo, i den sydöstra delen av landet, 120 km väster om huvudstaden Mexico City.
Följande samhällen finns i Tlalpujahua:
- Tlalpujahua de Rayón
- Santa María de los Ángeles
- San Isidro
- San Juan Tlalpujahuilla
- Los Remedios
- La Mesa
- San José Corrales
- El Gigante
- Guadalupe Victoria
- Sandía
- Monte Alegre
- San Rafael
- Estanzuela
- Los Reyes
- Cerro Prieto
- El Capulín
- La Granja
- Los Trejo
- La Trampa
- El Jazmín
- Tlacotepec
- El Real
- Rosa de Castilla
- La Lomita
- San Lorenzo Segundo Cuartel
- Puerto de Bermeo
- Cerro Alto
- La Loma
- Chalmita
- Zapateros
- Puente de Tierra
- Campo Azul
- San Juan de Dios
- Rincón del Sagrado Corazón
- Ejido San Lorenzo
- San José de Guadalupe
- Tetela
- La América
- Dos Estrellas
- El Colorín
- San Lorenzo Primer Cuartel
- Parque del Águila
- Coloradillas
- Agua Fría
- Guanajuatito
- La Lagunilla
- Puerto de las Huertas
- Tierra Blanca
- Palo Bonito